# 衡州窑
衡州窑是位于中国湖南省衡阳市湘江流域的古代瓷窑体系，因地处古衡州而得名。

## 历史沿革
衡州窑的创烧可追溯至唐中期（约8世纪末），在五代时期达到鼎盛，至南宋逐渐衰落。其发展与唐末长沙窑的衰退密切相关，衡州窑在五代时期曾得到马楚政权的支持，部分产品甚至被认为是“湖南官窑”，用于地方贡品或日常使用。南宋以后，随着其他窑系的崛起和经济重心的南移，衡州窑逐渐淡出历史舞台。